# Arabská četa
Arabská četa (hebrejsky: המחלקה הערבית), krycí název Šachar, byla židovská zpravodajská jednotka, součást Palmach, vzniklá v roce 1943. Byla založena z rozkazu Jicchaka Landsberga (krycí jméno Sade), zakladatele a prvního velitele Palmachu. Příslušníky čety měli být muži schopní vydávat se za Araby a pronikat s diverzním či zpravodajským posláním na území protivníka. Jednotku sestavil Jerucham Kohen ze sefardských (východních) Židů, jejichž mateřským jazykem byla arabština. Při výcviku získali znalosti o terénní práci, sabotážích, judu, spojařině, o muslimských náboženských rituálech, arabském dialektu a místních zvycích. Základna Arabské čety byla v kibucu Alonim v Jizre'elském údolí.
Zpočátku prováděla Arabská četa v arabské Palestině akce nevelkého rozsahu (průzkumné, špionážní, diverzní), její význam vzrostl v druhé polovině 40. let. V roce 1947 navrhla Hagana, aby se Arabská četa zvětšila, zaměřila své aktivity i mimo mandátní Palestinu a byla rozšířena z čety na rotu. Její příslušníci měli být vysazováni na území nepřítele, kde měli zakládat místní jednotky Arabské čety, jejíž osazenstvo by tvořili místní obyvatelé. Akce Arabské čety od počátku provázely problémy s financemi (kvůli finančním problémům museli být např. staženi agenti z Bejrútu a Damašku).

## Taktika
Šachar pro své operace požívala tři druhy akcí:
- Hiš-bazim (Rychlí sokoli) – rychlá, jednorázová akce, trvající pouze několik hodin s cílem získat jedinou, specifickou informaci
- Tajarim (Turisté) – jednodenní až pětidenní výjezdy do arabské části Palestiny či sousedních arabských zemí
- Mitbasesim (Usedlíci) – dlouhodobé poslání, vysazení agenta do cizí (arabské) země

Agenti pracovali v přestrojení a využívali svou podobnost s arabským obyvatelstvem, znalost místa, jazyka a zvyků. Kromě zpravodajství se členové Šacharu podíleli na dezinformačních kampaních a atentátech.

## Některé operace
- 1946 – únos a kastrace Araba podezřelého ze znásilnění židovské dívky[1]
- 1947 – dva agenti Šacharu chyceni Araby, mučeni a popraveni v Jaffě
- 1948 – pumový útok na haifskou autoopravnu, ve které byla vyráběna nálož, která měla být použita proti židovským cílům[3]
  - atentát na Hadž Muhammada Nimr al-Chátiba, významného činitele arabské samosprávy (al-Chatíb pouze zraněn, ale po zbytek války byl vyřazen).[3]

## Velitelé
- Jerucham Kohen (1943–1947)
- Perec Gordon (1947–1948)

## Konec Šacharu
Oficiálně přestala Arabská četa existovat v roce 1948, když byla pod názvem Šin Mem 18 (Šerut Modi'in 18) začleněna do nově vzniklého Amanu.